# Bahía Phyllis
La bahía Phyllis es un ancón o bahía ubicada a lo largo en la costa sur de la isla Jorge en las islas Sandwich del Sur. Se encuentra entre la punta Allen (al este) y la punta Scarlett (al oeste). El Servicio de Hidrografía Naval de Argentina cita en sus cartas náuticas una baliza ubicada en sus costas. La bahía es la única entrada y posible lugar de desembarco en la isla.

## Historia
Fue cartografiada en 1930 por el personal británico de Investigaciones Discovery a bordo del RRS Discovery II y nombrada por Phyllis V. Horton, hija del teniente comandante W. A. Horton, de la Marina Real británica, ingeniero principal del Discovery II al momento de la expedición.
La isla nunca fue habitada ni ocupada, y como el resto de las Sandwich del Sur es reclamada por el Reino Unido que la hace parte del territorio británico de ultramar de las Islas Georgias del Sur y Sandwich del Sur, y por la República Argentina, que la hace parte del departamento Islas del Atlántico Sur dentro de la provincia de Tierra del Fuego, Antártida e Islas del Atlántico Sur.